# Југурта
Југурта (око 160. п. н. е. – 104. п. н. е.) је био берберски краљ Нумидије.
Народ Нумидије је био полуномадски и није се разликовао од осталих Бербера северне Африке све до владавине Масинисе, који је био римски савезник у бици код Заме. Због заслуга у победи над Ханибалом, Римљани дају Масиниси велико краљевство еквивалентно северном Алжиру.
Масинисин син Микипс га наслеђује 148. п. н. е.

## Југурта учи колико је Рим корумпиран
Југурта је био незаконити унук Микипса или праунук Масинисе.
Југурта је био изузетно популаран међу Нумиђанима. Био је толико популаран да га Микипс шаље у Шпанију, где Југурта ствара корисна пријатељства са утицајним Римљанима. У Шпанији је ратовао током опсаде Нумантије и ту је научио колико су Римљани корумпирани.

## Југурта у борби за престо
Кад је Микипс умро 118. п. н. е. наслеђују га синови Химпсал и Адхербал. Химпсал и Југурта се свађају. Југурта убија Химпсала, а води рат са Адхербалом. Адхербал бежи у Рим по помоћ, након пораза од Југурте у отвореној бици. 
Римљани деле Нумидију на два дела. Југурта добија западни део. Каснија римска пропаганда је тврдила да је тај део био богатији.

## Југуртин рат
Југурта наставља 112. п. н. е. рат са Адхербалом. Притом навлачи бес Рима, јер је убио једног Римског богаташа, који је помагао Адхербалу.
После кратког рата са Римљанима Југурта се предаје и закључује повољан мировни споразум. Римски трибун Мемијус тврди да је Југурта до тог споразума дошао подмићивањем римског команданта Нумидије. Југурту позивају у Рим да сведочи против римског команданта. После Југурта поново губи подршку када убија ривала за место краља. Рат између Југурте и Рима назива се Југуртин рат и траје од 112. п. н. е. до 105. п. н. е. .
Избија поново рат између Римљана и Југурте, а води га конзул Метел. Рат се продужавао јер су Римљани жељели да одлучно поразе Југурту.
Фрустриран недостатком праве борбе против Југурте, римски официр Гај Марије одлази у Рим са жељом да постане конзул. Кад је изабран за конзула Гај Марије врши велике реформе римске армије. Гај Марије шаље квестора Корнелија Сулу у Мауританију, да би се сузбила подршка Југурти. Уз помоћ краља Мауританије хватају Југурту и тиме завршавају рат. Југурту одводе у оковима у Рим, приказују га на тријумфалном походу кроз Рим и убијају га 104. п. н. е. .